# لی‌لی

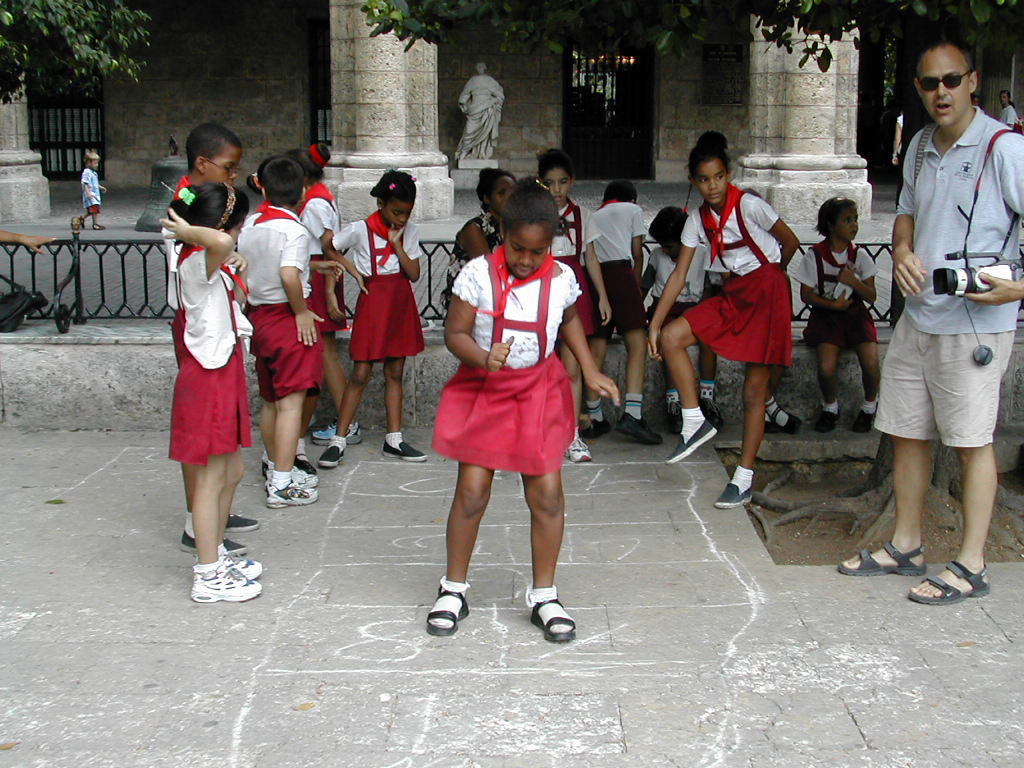
دختران و پسران دبستانی در کوبا در حال بازی لی‌لی

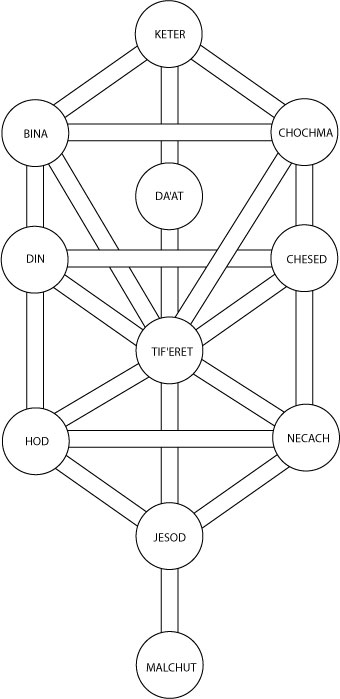
درخت زندگی در عرفان یهودی

لِی‌لِی (Hopscotch) یک بازی گروهی است که در حیاط و فضای باز انجام می‌شود. شکل معروف لی لی در دنیا برگرفته از درخت زندگی است و برگرفته از کابالا و چهار دنیا در یهودیت است.

## اصول و قوانین
اصول این بازی با پریدن از روی مربع‌های کشیده شده روی زمین است. هر مربع یک شماره دارد، شرکت‌کننده اول سنگی را روی یک شماره می‌اندازد و اگر توانست این کار را به‌طور دقیق انجام دهد با لی لی کردن همه مربع‌ها را به جز مربعی که سنگ را در آن انداخته طی می‌کند و سنگ را در بازگشت می‌آورد. طرح لی‌لی را با گچ یا زغال بر زمین می‌کشند.
- نام بازی: لی‌لی (گانیه)
- اهداف کلی: حفظ تعادل، تقویت عضلات پا، ایجاد هماهنگی بین دست و پا و چشم‌ها، ایجاد روحیه فداکاری
- اهداف جزئی: افزایش ضربان قلب و در نتیجه بهبود جریان خون
- تعداد بازیکن: محدودیتی ندارد
- سن بازیکنان: برای تمام محدوده‌های سنی
- ابزار لازم: تکه سنگ صاف، مقداری گچ و یک سطح صاف
- محوطه بازی: یک مربع ۶ × ۶ متر
- شرح بازی: ابتدا دو بازیکن به عنوان سرگروه تعیین می‌شوند و سایر بازیکنان را به‌طور مساوی تقسیم می‌کنند. بعد به قید قرعه (مانند شیر و خط) گروهی داخل زمین بازی قرار می‌گیرند و گروه دیگر در بیرون زمین به عنوان مهاجم.
بازی بدین ترتیب آغاز می‌شود که به پیشنهاد سرگروه مهاجم، یکی از یاران با یک پا وارد زمین بازی می‌شود و به صورت لی لی به طرف بازیکنان داخل زمین حمله کرده و با دست آن‌ها را لمس می‌کند که موجب سوختن و خارج شدن آن‌ها از داخل زمین بازی می‌شود.
البته در این میان فردی که لی لی می‌رود سعی دارد با سرعت بیشتر و حفظ تعادل، وظیفه اش را انجام دهد و بازیکنان داخل زمین نیز سعی بر این دارند که با فرار کردن، از دسترس حریف مهاجم دور بمانند.
حال اگر بازیکن مهاجم خسته شده و پای دیگرش را نیز روی زمین بگذارد خواهد سوخت؛ و بایستی نفر دیگری بنا به پیشنهاد سرگروه داخل زمین بیاید و رَوَند بازی را حفظ کند. این بازی تا لی لی رفتن آخرین نفر از گروه مهاجم ادامه می‌یابد چنانچه اگر بتوانند تمام بازیکنان داخل زمین را لمس کنند، در دور بعدی جای دو گروه عوض می‌شود و آن‌ها داخل زمین قرار می‌گیرند و گرنه در دور بعدی نیز به عنوان گروه مهاجم بازی خواهند کرد.
هر بُرد یک امتیاز دارد و در آخر بازی، هر کدام از گروه‌ها بتواند امتیازات خود را به حد نصاب برسند برنده بازی اعلام می‌گردد.
- نکات: محوطه بازی را می‌توان به شکل دایره نیز خط‌کشی کرد. در بعضی مناطق بازی فوق با این چاشنی توأم است که بازیکنان داخل مین می‌توانند پای بالایی بازیکن مهاجم را به سطح زمین برسانند و از بازی برکنار کنند.
- نتیجه بازی: این بازی نه تنها باعث تحرک و نشاط جسمی کودکان می‌شود، بلکه موجب می‌گردد، حس نیکی و از خود گذشتگی در آن‌ها به اوج برسد، به طوری که ملاحظه می‌شود هر بازیکن سعی دارد خستگی لی لی را تحمل کند و تعدادی را از گروه مقابل لمس کند تا سایر بچه‌های گروهش کمتر خسته شوند و شانس بیشتری برای برنده شدن و نهایتاً داخل زمین قرار گرفتن داشته باشند که این موارد باعث افزایش سرعت و بهبود عمل‌ها و عکس‌العمل‌ها خواهد گردید که در مواقع ضروری در رابطه با کمک به دوستان و همکلاسی‌ها لازم به نظر می‌رسد.

## نگارخانه

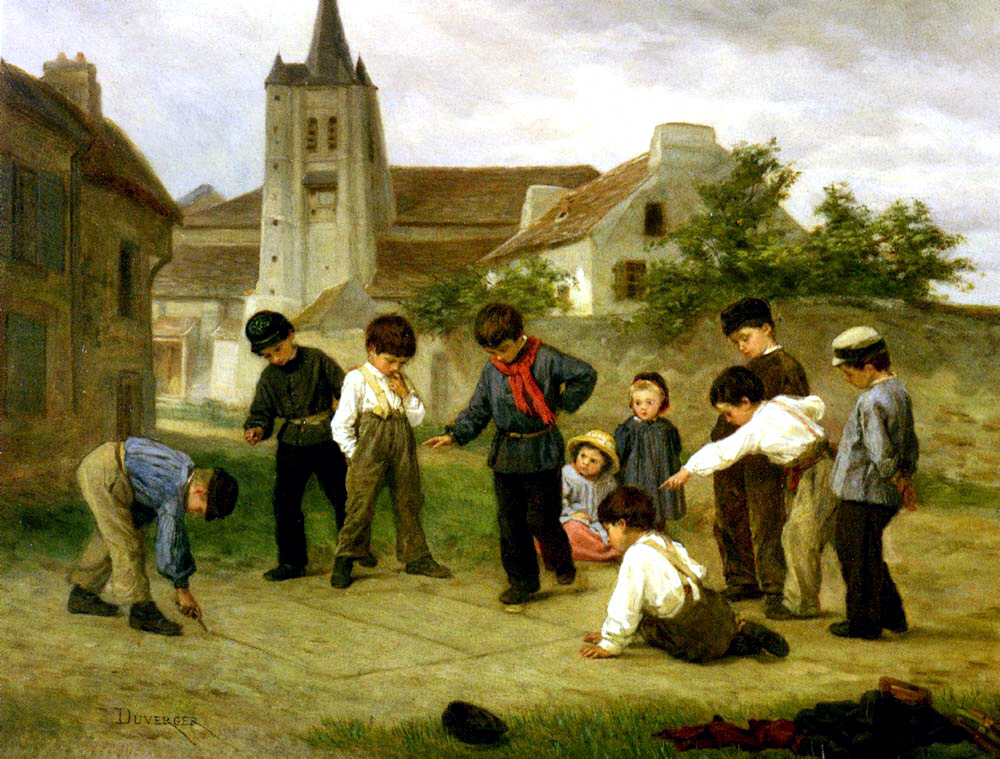
نقاشی از Théophile-Emmanuel Duverger, 1900
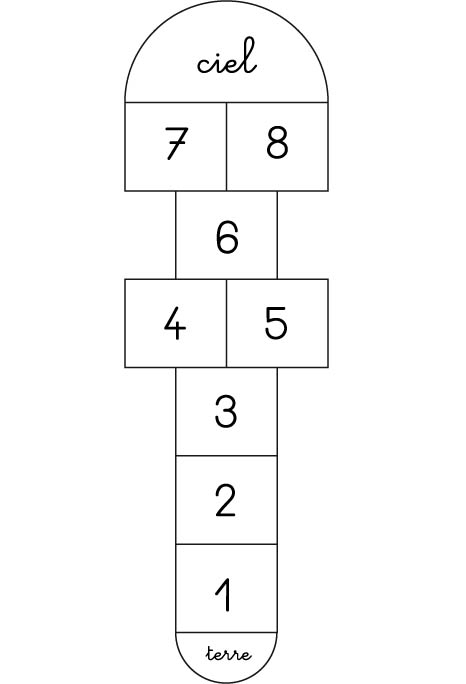
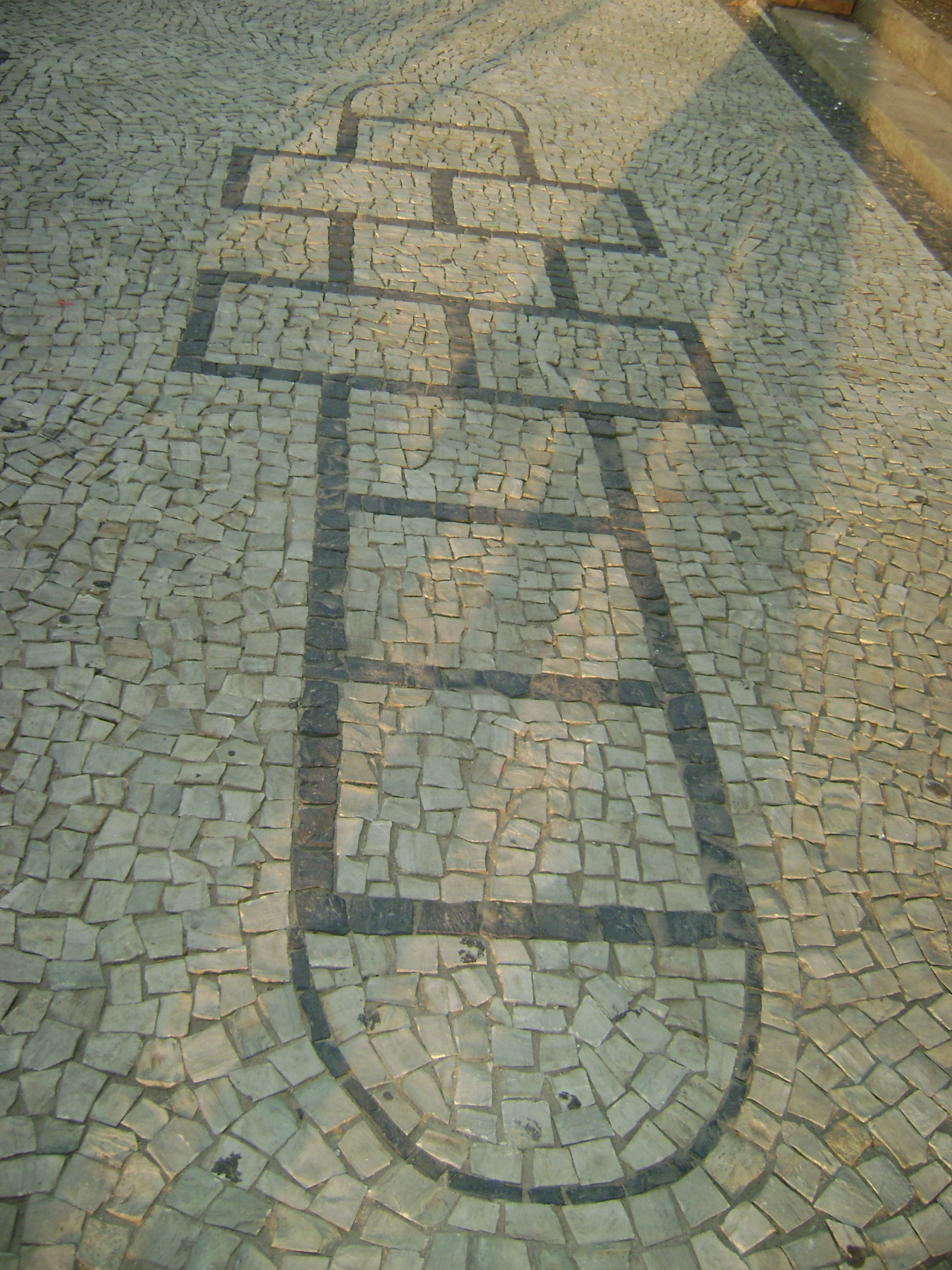